# Tomoko Tane
Tomoko Tane es una cantante japonesa, nacida el 7 de noviembre de 1961, reconocida principalmente por interpretar la canción Broken Wings. La canción fue utilizada como el tema de clausura (o ending) para el anime japonés Trinity Blood, y posteriormente en el mismo año y principios de 2006 se lanzó, junto con el tema de apertura (u opening) del mismo anime en disco compacto.

## Singles
- Broken Wings
- Let Me Hear
- Love Song